# NJPW King of Pro-Wrestling
NJPW King of Pro-Wrestling es un evento anual de pago por visión producido por la empresa de lucha libre profesional New Japan Pro-Wrestling. El evento se lleva a cabo en octubre y se convirtió en el espectáculo principal de NJPW de dicho mes, un lugar anteriormente ocupado por Destruction, que en cambio se trasladó a septiembre. 
King of Pro-Wrestling fue creado por Bushiroad, una compañía de juegos de cartas, que había comprado NJPW en enero de 2012. El evento se lleva a cabo anualmente el segundo lunes de octubre, que corresponde al día festivo japonés conocido como el  Día de la Salud y el Deporte (体育の日 Taiiku no hi?). Celebrado anualmente en el Ryōgoku Kokugikan de Tokio, el evento ha sido apodado "Autumn Showdown at Ryōgoku" (秋の両国決戦 Aki no Ryōgoku Kessen, en japonés; La Confrontación de Otoño en Ryōgoku, en español) y se considera el mayor evento de NJPW entre el G1 Climax de agosto y el evento del 4 de enero de Wrestle Kingdom. Tradicionalmente, King of Pro-Wrestling está encabezado por la defensa final del Campeonato Peso Pesado de la IWGP antes de Wrestle Kingdom.

## Fechas y lugares
| Evento                       | Fecha                 | Lugar                                 | Estadio                               | Asistencia | Evento principal                    |       |
| ---------------------------- | --------------------- | ------------------------------------- | ------------------------------------- | ---------- | ----------------------------------- | ----- |
| King of Pro-Wrestling (2012) | 8 de octubre de 2012  | Tokio, Japón                          | Ryōgoku Kokugikan                     | 9.000      | Hiroshi Tanahashi vs. Minoru Suzuki | [ 6 ] |
| King of Pro-Wrestling (2013) | 14 de octubre de 2013 | Kazuchika Okada vs. Hiroshi Tanahashi | [ 7 ]                                 |            |                                     |       |
| King of Pro-Wrestling (2014) | 13 de octubre de 2014 | 9.100                                 | A.J. Styles vs. Hiroshi Tanahashi     | [ 8 ]      |                                     |       |
| King of Pro-Wrestling (2015) | 12 de octubre de 2015 | 8.302                                 | Kazuchika Okada vs. A.J. Styles       | [ 9 ]      |                                     |       |
| King of Pro-Wrestling (2016) | 10 de octubre de 2016 | 9.671                                 | Kazuchika Okada vs. Naomichi Marufuji | [ 10 ]     |                                     |       |
| King of Pro-Wrestling (2017) | 9 de octubre de 2017  | 9.234                                 | Kazuchika Okada vs. Evil              | [ 11 ]     |                                     |       |
| King of Pro-Wrestling (2018) | 8 de octubre de 2018  | 9.152                                 | Kenny Omega vs. Kota Ibushi vs. Cody  | [ 12 ]     |                                     |       |
| King of Pro-Wrestling (2019) | 14 de octubre de 2019 | 9.573                                 | Kazuchika Okada vs. Sanada            | [ 13 ]     |                                     |       |
| King of Pro-Wrestling (2024) | 14 de octubre de 2024 | 6.211                                 | Tetsuya Naito vs. Zack Sabre Jr.      |            |                                     |       |

## Resultados

### 2012
King of Pro-Wrestling 2012 tuvo lugar el 8 de octubre de 2012 desde el Ryōgoku Kokugikan en Tokio, Japón.
En paréntesis se indica el tiempo de cada combate:
- CHAOS (Toru Yano, Takashi Iizuka & Tomohiro Ishii) derrotaron a Yuji Nagata, Manabu Nakanishi & Strong Man (11:29).
  - Yano cubrió a Nakanishi después de un «Uragasumi».
- Forever Hooligans (Alex Koslov y Rocky Romero) (c) derrotaron a Time Splitters (Alex Shelley y KUSHIDA) y retuvieron el Campeonatos Peso Pesado Junior en Parejas de la IWGP (14:55).
  - Romero cubrió a KUSHIDA después de un «Cradle».
- Low Ki derrotó a Kota Ibushi (c) y ganó el Campeonato Peso Pesado Junior de la IWGP (17:05).
  - Ki cubrió a Ibushi después de un «Avalanche-Style Ki Krusher».
- K.E.S. (Davey Boy Smith Jr. y Lance Archer) (con Taka Michinoku) derrotaron a Tencozy (Hiroyoshi Tenzan y Satoshi Kojima) (c) y ganaron el Campeonatos en Parejas de la IWGP (12:47).
  - Smith cubrió a Kojima después de un «Killer Bomb».
- Yujiro Takahashi derrotó a Tetsuya Naito por descalificación (5:41).
  - Takahashi fue descalificado después de conteo de 5.
  - Después de la lucha, Takahashi continuó atacando a Naito.
- Laughter7 (Katsuyori Shibata y Kazushi Sakuraba) derrotaron a Always Hypers (Togi Makabe y Wataru Inoue) (7:10).
  - Shibata cubrió a Inoue después de un «Penality Kick».
- Kazuchika Okada derrotó a Karl Anderson y retuvo su oportunidad por el Campeonato Peso Pesado de la IWGP en Wrestle Kingdom 7 (16:26).
  - Okada cubrió a Anderson después de un «Rainmaker».
- Shinsuke Nakamura (c) derrotó a Hirooki Goto y retuvo el Campeonato Intercontinental de la IWGP (15:12).
  - Nakamura cubrió a Goto después de un «Boma Ye».
- Hiroshi Tanahashi (c) derrotó a Minoru Suzuki y retuvo el Campeonato Peso Pesado de la IWGP (29:22).
  - Tanahashi cubrió a Suzuki después de un «High Fly Flow».

### 2013
King of Pro-Wrestling 2013 tuvo lugar el 14 de octubre de 2013 desde el Ryōgoku Kokugikan en Tokio, Japón.
En paréntesis se indica el tiempo de cada combate:
- Jushin Thunder Liger, Manabu Nakanishi, Super Strong Machine y Tiger Mask derrotaron a CHAOS (Gedo, Jado, Takashi Iizuka y Yoshi-Hashi) (8:28).
- Suzuki-gun (Taichi y Taka Michinoku) derrotaron a Forever Hooligans (Alex Koslov y Rocky Romero) (c) y ganaron el Campeonato en Parejas de la IWGP (7:27)
- Minoru Suzuki derrotó a Toru Yano (7:27).
  - Suzuki cubrió a Yano después de un «Gotch-Style Piledriver».
- K.E.S. (Davey Boy Smith Jr. y Lance Archer) (con Taka Michinoku) derrotaron a Hiroyoshi Tenzan y Takaaki Watanabe (11:48).
  - Smith cubrió a Tenzan después de un «Killer Bomb».
- Bullet Club (Bad Luck Fale, Karl Anderson y Prince Devitt) derrotaron a G.B.H. (Togi Makabe y Tomoaki Honma) y Kota Ibushi (10:37).
- Katsuyori Shibata derrotó a Tomohiro Ishii (15:47).
  - Shibata cubrió a Ishii después de un «PK - Penalty Kick».
- Yuji Nagata derrotó a Kazushi Sakuraba (10:25).
  - Nagata cubrió a Sakuraba después de un «Nagata Lock».
- Tetsuya Naito (c) derrotó a Yujiro Takahashi (con Lisa & Mao) y retuvo su oportunidad por el Campeonato Peso Pesado de la IWGP en Wrestle Kingdom 8 y también el Campeonato de Peso Abierto NEVER (16:35).
  - Naito cubrió a Takahashi después de un «Stardust Press».
- Shinsuke Nakamura (c) derrotó a Naomichi Marufuji y retuvo el Campeonato Intercontinental de la IWGP (16:18).
  - Nakamura cubrió a Marufuji después de un «Boma Ye».
- Kazuchika Okada (con Gedo) (c) derrotó a Hiroshi Tanahashi y retuvo el Campeonato Peso Pesado de la IWGP (35:17).
  - Okada cubrió a Tanahashi después de un «Rainmaker».

### 2014
King of Pro-Wrestling 2014 tuvo lugar el 13 de octubre de 2014 desde el Ryōgoku Kokugikan en Tokio, Japón.
En paréntesis se indica el tiempo de cada combate:
- Togi Makabe, Yuji Nagata, Tomoaki Honma y Kota Ibushi derrotaron a Bullet Club (Karl Anderson, Doc Gallows, Bad Luck Fale & Tama Tonga) (7:48)
  - Ibushi cubrió a Tonga después de un «Phoenix Splash».
- Chase Owens (c) (con Bruce Tharpe) derrotó a Bushi y retuvo el Campeonato Mundial Peso Pesado Junior de la NWA (7:02).
  - Owens cubrió a Bushi después de un «Package Piledriver».
- K.E.S. (Davey Boy Smith Jr. y Lance Archer) derrotaron a Tencozy (Hiroyoshi Tenzan y Satoshi Kojima) (c) y ganaron el Campeonato Mundial en Parejas de la NWA (11:22).
  - Smith cubrió a Kojima después de un «Killer Bomb».
- Kazushi Sakuraba y Toru Yano derrotaron a Suzuki-gun (Minoru Suzuki y Takashi Iizuka) (5:30)
  - Yano cubrió a Iizuka después de un «Akakiri».
- Time Splitters (Alex Shelley y KUSHIDA) (c) derrotaron a Forever Hooligans (Alex Koslov y Rocky Romero) y The Young Bucks (Matt y Nick Jackson) en un Triple Threat Match y retuvieron el Campeonatos Peso Pesado Junior en Parejas de la IWGP (18:56).
  - KUSHIDA cubrió a Koslov después de un «Horizontal Cradle».
- Ryusuke Taguchi (c) derrotó a El Desperado (con Taichi y Taka Michinoku) y retuvo el Campeonato Peso Pesado Junior de la IWGP (12:12).
  - Taguchi cubrió a Desperado después de un «Ankle Hold».
- Tomohiro Ishii derrotó a Yujiro Takahashi (c) y ganó el Campeonato de Peso Abierto NEVER (17:48)
  - Ishii cubrió a Takahashi después de un «Vertical-Drop Brainbuster».
- Meiyu Tag (Hirooki Goto y Katsuyori Shibata) derrotaron a CHAOS (Shinsuke Nakamura y YOSHI-HASHI) (13:49).
  - Shibata cubrió a HASHI después de un «PK».
- Kazuchika Okada (con Gedo) derrotó a Tetsuya Naito y retuvo su oportunidad por el Campeonato Peso Pesado de la IWGP en Wrestle Kingdom 9 (19:17).
  - Okada cubrió a Naito después de un «Rainmaker».
- Hiroshi Tanahashi derrotó a A.J. Styles (con Jeff Jarrett) (c) y ganó el Campeonato Peso Pesado de la IWGP (27:04).
  - Tanahashi cubrió a Styles después de un «High Fly Flow».
  - Durante la lucha, Jarrett interfirió a favor de Styles, pero llega Naofumi Yamamoto ayudando a Tanahashi.

### 2015
King of Pro-Wrestling 2015 tuvo lugar el 12 de octubre de 2015 desde el Ryōgoku Kokugikan en Tokio, Japón.
En paréntesis se indica el tiempo de cada combate:
- Jushin Thunder Liger, Tiger Mask IV, Ryusuke Taguchi, KUSHIDA y Máscara Dorada derrotaron a Juice Robinson, Sho Tanaka, Yohei Komatsu, David Finlay y Jay White (8:47).
  - Dorada cubrió a Finlay después de un «Dorada Driver».
- Tomoaki Honma derrotó a Yoshi-Hashi (8:55). 
  - Honma cubrió a Hashi después de un «Kokeshi.
- Hiroyoshi Tenzan, Satoshi Kojima, Yuji Nagata y Manabu Nakanishi derrotaron a Hirooki Goto, Katsuyori Shibata, Kota Ibushi y Captain New Japan (12:12).
  - Kojima cubrió a Captain después de un «Lariat.
- reDRagon (Bobby Fish y Kyle O'Reilly) (c) derrotaron a Roppongi Vice (Beretta y Rocky Romero) y retuvieron el Campeonatos Peso Pesado Junior en Parejas de la IWGP (15:21)
  - O'Reilly cubrió a Beretta después de un «Double Dragon.
- Kenny Omega (c) derrotó a Matt Sydal y retuvo el Campeonato Peso Pesado Junior de la IWGP (15:26).
  - Omega cubrió a Sydal después de un «Katayoku no Tenshi».
- Shinsuke Nakamura, Toru Yano y Kazushi Sakuraba derrotaron a Bullet Club (Karl Anderson, Doc Gallows y Bad Luck Fale) (con Tama Tonga) (7:30).
  - Yano cubrió a Fale después de un «634 Kara no Marumekomi».
- Tomohiro Ishii derrotó a Togi Makabe (c) y ganó el Campeonato de Peso Abierto NEVER (17:54).
  - Ishii cubrió a Makabe después de un «Vertical-Drop Brainbuster».
- Hiroshi Tanahashi (con Captain New Japan) derrotó a Tetsuya Naito (con Takaaki Watanabe) y retuvo su oportunidad por el Campeonato Peso Pesado de la IWGP en Wrestle Kingdom 10 (19:55).
  - Tanahashi cubrió a Naito después de un «High Fly Flow».
- Kazuchika Okada (con Gedo) (c) derrotó a A.J. Styles (con Karl Anderson, Doc Gallows y Tama Tonga) y retuvo el Campeonato Peso Pesado de la IWGP (30:15).
  - Okada cubrió a Styles después de un «Rainmaker».

### 2016
King of Pro-Wrestling 2016 tuvo lugar el 10 de octubre de 2016 desde el Ryōgoku Kokugikan en Tokio, Japón.
En paréntesis se indica el tiempo de cada combate:
- Pre-show: Tiger Mask W derrotó a Red Death Mask (7:25)
  - Mask cubrió a Red Death después de un «Tiger Driver».
- CHAOS (Tomohiro Ishii, Will Ospreay y YOSHI-HASHI) derrotaron a Bullet Club (Adam Cole, Bad Luck Fale y Yujiro Takahashi) (8:40).
  - Ishii cubrió a Takahashi después de un «Vertical-Drop Brainbuster».
- Bobby Fish, Ryusuke Taguchi, Togi Makabe y Tomoaki Honma derrotaron a CHAOS (Beretta, Jado, Rocky Romero y Toru Yano) (8:10).
  - Honma cubrió a Romero después de un «Kokeshi».
- Go Shiozaki, Shuhei Taniguchi, Katsuhiko Nakajima y Masa Kitamiya derrotaron a Hiroyoshi Tenzan, Satoshi Kojima, Yuji Nagata y Manabu Nakanishi (12:49).
  - Shiozaki cubrió a Nakanishi después de un «Lariat».
- The Young Bucks (Matt y Nick Jackson) derrotaron a Ricochet & David Finlay y retuvieron el Campeonato Peso Pesado Junior en Parejas de la IWGP (12:47).
  - Matt cubrió a Finlay después de un «More Bang For Your Buck».
- Guerrillas of Destiny (Tama Tonga y Tanga Loa) derrotaron a The Briscoe Brothers (Jay Briscoe y Mark Briscoe) (c) y ganaron el Campeonato en Parejas de la IWGP (13:57).
  - Tonga cubrió a Mark después de un «Guerrilla Warfare».
- Hiroshi Tanahashi, Jay Lethal, KUSHIDA y Michael Elgin derrotaron a Los Ingobernables de Japón (Bushi, Evil, Sanada y Tetsuya Naito) (11:42).
  - Elgin cubrió a Naito después de un «Elgin Bomb».
- Katsuyori Shibata (c) derrotó a Kyle O'Reilly y retuvo el Campeonato de Peso Abierto NEVER (18:09)
  - Shibata cubrió a O'Reilly después de un «Sleeper Hold».
  - Después de la lucha, Evil atacó a Shibata.
- Kenny Omega (con Matt y Nick Jackson) derrotó a Hirooki Goto (con Yoshi-Hashi) y retuvo su oportunidad por el Campeonato Peso Pesado de la IWGP en Wrestle Kingdom 11 (21:52).
  - Omega cubrió a Goto después de un «Katayoku no Tenshi».
- Kazuchika Okada (con Gedo) (c) derrotó a Naomichi Marufuji y retuvo el Campeonato Peso Pesado de la IWGP (28:00).
  - Okada cubrió a Marufuji después de un «Rainmaker».

### 2017
King of Pro-Wrestling 2017 tuvo lugar el 9 de octubre de 2017 desde el Ryōgoku Kokugikan en Tokio, Japón.
En paréntesis se indica el tiempo de cada combate:
- Los Ingobernables de Japón (Bushi, Hiromu Takahashi y Sanada) derrotaron a Bullet Club (Bad Luck Fale, Leo Tonga y Yujiro Takahashi) (con Pieter y Raby) (6:44).
  - Bushi cubrió a Fale después de un «Horizontal Cradle».
- CHAOS (Hirooki Goto y Toru Yano) derrotaron a Suzuki-gun (Minoru Suzuki y Zack Sabre Jr.) (con El Desperado y Taka Michinoku) por cuenta fuera (9:18).
  - Suzuki-gun ganó luego que de que Suzuki se negara a volver al ring antes de la cuenta de 10.
- Roppongi 3K (Sho y Yoh) (con Rocky Romero) derrotaron a Funky Future (Ricochet y Ryusuke Taguchi) (c) y ganaron el Campeonato Peso Pesado Junior en Parejas de la IWGP (14:52).
  - Yoh cubrió a Ricochet después de un «3K».
- K.E.S. (Davey Boy Smith Jr. y Lance Archer) (c) derrotaron a Guerrillas of Destiny (Tama Tonga y Tanga Roa) y War Machine (Hanson y Raymond Rowe) en un Triple Threat Tornado Elimination Match y retuvieron el Campeonato en Parejas de la IWGP (16:10).
  - Smith cubrió a Roa después de un «Killer Bomb» (12:43).
  - Archer cubrió a Hanson después de un «Killer Bomb» (16:10).
- Bullet Club (Kenny Omega, Cody y Marty Scurll) derrotaron a CHAOS (Yoshi-Hashi, Beretta y Jado) (13:42) 
  - Scurll cubrió a Jado después de un «Horizontal Cradle».
- Kota Ibushi y Juice Robinson derrotaron a Hiroshi Tanahashi y Togi Makabe (10:26).
  - Robinson cubrió a Makabe después de un «Pulp Friction».
- Will Ospreay derrotó a KUSHIDA (c) y ganó el Campeonato Peso Pesado Junior de la IWGP (15:32)
  - Ospreay cubrió a KUSHIDA después de un «OsCutter».
- Tetsuya Naito derrotó a Tomohiro Ishii y retuvo su oportunidad por el Campeonato Peso Pesado de la IWGP en Wrestle Kingdom 12 (23:56).
  - Naito cubrió a Ishii después de un «Destino».
- Kazuchika Okada (con Gedo) (c) derrotó a Evil y retuvo el Campeonato Peso Pesado de la IWGP (33:26).
  - Okada cubrió a Evil después de un «Rainmaker».

### 2018
King of Pro-Wrestling 2018 tuvo lugar el 8 de octubre de 2018 desde el Ryōgoku Kokugikan en Tokio, Japón.

#### Antecedentes
En Fighting Spirit Unleashed, Kenny Omega decidió que su próximo oponente por su campeonato será Kota Ibushi, su compañero en los Golden☆Lovers. Esto se debe a que Ibushi venció a Omega en el G1 Climax de 2018. Inmediatamente después del anuncio, el miembro de Bullet Club y Campeón de los Estados Unidos Cody declaró que quería ayudarlos a ambos y disminuir la carga sobre ellos y pidió un combate junto con él. Omega le concedió su deseo. Esta es la tercera vez en la historia de NJPW que el Campeonato Peso Pesado de la IWGP se defenderá en un Triple Threat Match. El 2 de octubre, la lucha fue programada para King of Pro-Wrestling.
En G1 Special: San Francisco, Hiromu Takahashi defendió con éxito su Campeonato Peso Pesado Junior de la IWGP contra Dragon Lee, sin embargo, durante el combate, Hiromu se lesionó el cuello, debido a que Hiromu tuvo que renunciar al campeonato. Lo que llevó a NJPW a anunciar un torneo de eliminación simple de cuatro hombres para coronar a un nuevo campeón. En Destruction in Kobe, KUSHIDA derrotó a Bushi y en Fighting Spirit Unleashed Marty Scurll derrotó a Will Ospreay. KUSHIDA y Scurll ahora se enfrentarán en King of Pro-Wrestling para el vacante Campeonato Peso Pesado Junior de la IWGP.

#### Resultados
En paréntesis se indica el tiempo de cada combate:
- Suzuki-gun (Yoshinobu Kanemaru & El Desperado) (c) derrotaron a Jushin Thunder Liger & Tiger Mask y retuvieron el Campeonato Peso Pesado Junior en Parejas de la IWGP (9:51).
  - El Desperado cubrió a Mask después de un «Pinche Loco».
- Great Bash Heel (Tomoaki Honma & Togi Makabe) derrotaron a Taguchi Japan (Toa Henare & Juice Robinson) (10:20).
  - Makabe cubrió a Henare después de un «King Kong Knee Drop».
- Firing Squad BC (Tama Tonga, Tanga Loa, Bad Luck Fale & Taiji Ishimori) derrotaron a Bullet Club Elite (Chase Owens, Hangman Page, Matt Jackson & Nick Jackson) (12:06).
  - Tonga cubrió a Owens después de un «Gun Stun».
- CHAOS (Will Ospreay, Hirooki Goto & Tomohiro Ishii) derrotaron a Suzuki-gun (Minoru Suzuki, Taichi & Takashi Iizuka) (con Miho Abe) (12:10).
  - Ospreay cubrió a Taichi después de un «Storm Breaker».
  - Después de la lucha, Ospreay retó a Taichi a una lucha por el Campeonato de Peso Abierto NEVER.
- Los Ingobernables de Japón (Tetsuya Naito, Sanada, Bushi & Shingo Takagi) derrotaron a CHAOS (Kazuchika Okada, Toru Yano, Sho & Yoh) (9:30).
  - Takagi cubrió a Sho después de un «Last of the Dragon».
  - Este encuentro marcó el debut de Takagi en la NJPW.
- La lucha entre Evil y Zack Sabre Jr. no se llevó a cabo.
  - Evil quedó imposibilitado de competir debido a un ataque previo por parte del Campeón Intercontinental de la IWGP Chris Jericho.
  - Después del ataque, Sabre atacó a Evil, pero Naito hizo su salve.
- KUSHIDA derrotó a Marty Scurll y ganó el vacante Campeonato Peso Pesado Junior de la IWGP (18:33).
  - KUSHIDA cubrió a Scurll después de un «Back to the Future».
  - Este fue la final de un torneo después de que Hiromu Takahashi dejara el título vacante por una lesión.
- Hiroshi Tanahashi derrotó a Jay White (con Gedo) y retuvo su oportunidad por el Campeonato Peso Pesado de la IWGP en Wrestle Kingdom 13 (20:40).
  - Tanahashi cubrió a White después de revertir un «Blade Runner» con un «Roll-up»..
  - Después de la lucha, White atacó a Tanahashi, pero Okada hizo su salve.
  - Después del ataque, Firing Squad BC (Tama Tonga, Tanga Loa, Bad Luck Fale, Taiji Ishimori & Robbie Eagles) subieron al ring y ofrecieron a Okada elegir atacar a Gedo o Jado. Okada se dispuso a atacar a Gedo, pero recibió el «Gun Stun» de Tonga.
  - Después del incidente, White aplicó a Okada con un «Blade Runner» y este junto con Gedo y Jado como nuevos miembros del Firing Squad BC celebraron en el ring, cambiándose a heel.
- Kenny Omega (c) derrotó a Kota Ibushi y Cody y retuvo el Campeonato Peso Pesado de la IWGP (34:13).
  - Omega cubrió a Ibushi después de un «One Winged Angel».
  - El Campeonato Mundial Peso Pesado de la NWA y el Campeonato Peso Pesado de los Estados Unidos de la IWGP de Cody no estuvieron en juego.

### 2019
King of Pro-Wrestling 2019 tuvo lugar el 14 de octubre de 2019 desde el Ryōgoku Kokugikan en Tokio, Japón.

#### Resultados
En paréntesis se indica el tiempo de cada combate:
- Suzuki-gun (Yoshinobu Kanemaru & El Desperado) derrotaron a Roppongi 3K (Sho & Yoh) (10:44).
  - El Desperado cubrió a Sho después de un «Pinche loco».
- Hiroshi Tanahashi y Tomoaki Honma derrotaron a Toru Yano y Togi Makabe (9:43).
  - Tanahashi cubrió a Yano después de un «High Fly Flow».
- Los Ingobernables de Japón (Shingo Takagi & Tetsuya Naito) derrotaron a Suzuki-gun (Taichi & Douki) por descalificación (9:00).
  - Taichi fue descalificado después de golpear a Takagi con su micrófono.
- Minoru Suzuki derrotó a Jushin Thunder Liger (17:38).
  - Suzuki cubrió a Liger después de un «Gotch Style Piledriver».
  - Después de la lucha, Suzuki se inclinó ante Liger en señal de respeto.
- Will Ospreay derrotó a El Phantasmo y retuvo el Campeonato Peso Pesado Junior de la IWGP (27:58).
  - Ospreay cubrió a El Phantasmo después de un «Stormbreaker».
- CHAOS (YOSHI-HASHI, Tomohiro Ishii & Hirooki Goto) derrotaron a Bullet Club (Yujiro Takahashi, KENTA & Jay White) (con Gedo) (12:27).
  - Goto cubrió a Takahashi después de un «GTR».
- Lance Archer derrotó a Juice Robinson en un No Disqualification Match y ganó el vacante Campeonato Peso Pesado de los Estados Unidos de la IWGP (14:58).
  - Archer cubrió a Robinson con un «EBD Claw».
  - Después de la lucha, Archer atacó a Robinson, pero David Finlay hizo su regreso luego de una lesión, atacando a Archer.
  - Jon Moxley no pudo defender el título debido a problemas de viaje ocasionados por el Tifón Hagibis.
- Kota Ibushi derrotó a Evil y retuvo su oportunidad por el Campeonato Peso Pesado de la IWGP en Wrestle Kingdom 14 (24:05).
  - Ibushi cubrió a Evil después de un «Kamigoye».
- Kazuchika Okada derrotó a Sanada y retuvo el Campeonato Peso Pesado de la IWGP (36:21).
  - Okada cubrió a Sanada después de un «Rainmaker».

### 2024
King of Pro-Wrestling 2024 tuvo lugar el 14 de octubre de 2024 desde el Ryōgoku Kokugikan en Tokio, Japón.

#### Resultados
En paréntesis se indica el tiempo de cada combate:
- Hiromu Takahashi derrotó a Místico (8:01).
  - Takahashi cubrió a Místico después de un «Maximum the Holding Second Form».
- Intergalactic Jet Setters (Kevin Knight & KUSHIDA) derrotaron a Bullet Club War Dogs (Clark Connors & Drilla Moloney) y ganaron el Campeonato Peso Pesado Junior en Parejas de la IWGP (12:21).
  - Knight cubrió a Moloney después de un «Jackknife Hold».
- TMDK (Mikey Nicholls & Shane Haste) derrotó a The Rogue Army (Bad Luck Fale & Caveman Ugg) y retuvo el Campeonato en Parejas de la IWGP (7:49).
  - Nicholls cubrió a Ugg después de un «Thunder Valley».
- Shingo Takagi derrotó a Ryohei Oiwa y retuvo el Campeonato de Peso Abierto NEVER (10:42).
  - Takagi cubrió a Oiwa después de un «Last of the Dragon».
- Ren Narita derrotó a Jeff Cobb (c) y Yota Tsuji y ganó el Campeonato Televisivo de NJPW World (12:27).
  - Narita forzó a Cobb a renidrse con un «Double Cross».
- Hiroshi Tanahashi, Shota Umino & El Phantasmo (con Jado) derrotaron a House of Torture (EVIL, Yujiro Takahashi & Yoshinobu Kanemaru) (con Dick Togo) (9:05).
  - Tanahashi cubrió a Takahashi después de un «High Fly Flow».
- DOUKI derrotó a SHO y retuvo el Campeonato Peso Pesado Junior de la IWGP (0:14).
  - DOUKI cubrió a Sho después de un «Suplex De La Luna».
  - Antes de la lucha, SHO atacó a DOUKI.
  - Después de la lucha, Yoshinobu Kanemaru atacó a DOUKI, pero fue detenido por Master Wato quien retó a DOUKI por el título.
- David Finlay (con Gedo) derrotó a Hirooki Goto y retuvo el Campeonato Global Peso Pesado de la IWGP (16:58).
  - Finlay cubrió a Goto después de un «Overkill».
- Zack Sabre Jr. derrotó a Tetsuya Naito y ganó el Campeonato Mundial Peso Pesado de la IWGP (24:41).
  - Sabre forzó a Naito a rendirse con un «Zack Driver».
  - Sabre canjeó su oportunidad del G1 Climax.
  - Después de la lucha, SANADA, Shingo Takagi y Shota Umino retaron a Sabre.